# Эсенов, Амангельды
Амангельды Эсенов (туркм. Amangeldi Esenow, род. 1948, Ашхабад, СССР) — туркменский государственный деятель.

## Биография
Родился в 1948 году в городе Ашхабаде (Туркменская ССР). В 1971 году окончил Туркменский политехнический институт.
Работал сначала помощником бурильщика в Ачакском управлении буровых работ, затем бурильщиком и старшим инженером.
С 1974 года — на разных должностях в аппарате объединения «Туркменгазпром». Позже ушёл на работу в партийные и советские органы.
В 1992—1993 годах — заведующий Отделом нефти, газа и геологии Кабинета министров Туркменистана, затем заместитель Министра нефти и газа Туркменистана.
Февраль 1995 — июль 1996 — министр нефти и газа Туркменистана.
Июль 1996 — июнь 2000 — заведующий Отделом нефтегазовой промышленности Кабинета министров Туркменистана.